# Austrocroce mira
Austrocroce mira is een insect uit de familie van de Nemopteridae, die tot de orde netvleugeligen (Neuroptera) behoort. 
Austrocroce mira is voor het eerst wetenschappelijk beschreven door McKeown in 1939.